# Hans Talhoffer
Hans Talhoffer (Dalhover, Talhouer, Thalhoffer, Talhofer, ca. 1412 - efter 1486) var en tysk fægtemester. Det er uvist, hvordan han har erhvervet sig viden om kamp, men hans værker gør det klart, at han havde kendskab til Johannes Liechtenauer, den store mester i middelalderlig tysk fægteteknik. Talhoffer var veluddannet med interesse for astrologi, matematik, onomastik, auctoritas og forholdstal. Han skrev mindst fem fægtemanualer og levede tilsyneladende af at undervise fx i træning i rettergang ved kamp.

## Værker
Der findes mere end et dusin af Talhoffers værker i manuskript. De er blevet trykt flere gange, den første i 1893, heriblandt oversættelser til engelsk og fransk. Hans manuskripter omfatter våben som sværd, små skjolde, armbrøst, daggert, stridsplejl, langkniv, langskjold, to-håndssværd, stridskølle, hellebard, spyd og entrehager. Med og uden rustning; til hest og til fods. Scenarier som ridderturneringer, formelle dueller og overfald, der kræver selvforsvar. På trods af den åbenlyse omhu og de detaljer, som er i arbejdet, er der ofte kun ganske få ord - og ofte slet ingen - skrevet på hver side.
Der findes fire arketyper:
- Ms.Chart.A.558 blev givetvis skrevet i 1443.[1] Originalen er på Universitäts- und Forschungsbibliothek Erfurt/Gotha i Gotha i Tyskland. Det er det tidligste af de fire manuskripter og indeholder udover hans egne noter også Johannes Hartliebs Onomatomantia og Johannes Liechtenauers Zettel. Der er blevet spekuleret i, at det kunne være et personligt referenceværk.
- Ms.XIX.17-3 blev skrevet mellem 1446 og Thott-manuskriptet fra 1459. Originalen er i Königsegg-Aulendorf-familiens private samling i Königseggwald i Tyskland. Det er muligvis bestilt af Luithold von Königsegg, som optræder i flere af Talhoffers værker.

- Ms.Thott.290.2º blev givetvis skrevet i 1459.[2] Selv om Talhoffer er forfatteren, har han overladt stort set alt skrivearbejdet til Michel Rotwyler[1], og det er illustreret af Clauss Pflieger. Det blev købt af lensgreve Otto Thott i 1700-tallet og har siden 1785 været i København i Det Kgl. Biblioteks varetægt.[3] Det blev givetvis fremstillet til Talhoffers egen brug, men er langt mere overdådig end manuskriptet fra 1443.[1] Ud over hans egne noter indeholder det også Liechtenauers Zettel og Konrad Kyeser Bellifortis. På de sidste ti sider vendes teksten. Læses bogen bagfra, afsløres en kort række skrifter om forskellige mystiske emner af Jud Ebreesch.
- Cod.icon. 394a blev skrevet i 1467[4] til greve, senere hertug Eberhardt von Württemberg. Originalen er i Bayerische Staatsbibliothek i München. Det er Talhoffers sidste arbejde og det eneste, som behandler kamp med to-håndssværd på afstand.

Derudover findes der afskrifter af følgende manuskripter:

### Tidlige eksemplaer
- Ms. 78.A.15 (1450'erne)
- Ms. KK5342 (1480-1500), en kopi af Ms.XIX.17-3, der mangler 3 sider. Det befinder sig på Kunsthistorisches Museum, Wien
- Cod.I.6.2º.1 (1555-1560, før 1561), en kopi af Ms.XIX.17-3. Det befinder sig på Augsburgs universitetsbibliotek
- Cod.Ser.Nov.2978 (1500-tallet, muligvis yngre), en kopi af Cod.icon. 394a. Befinder sig på Det Østrigske Nationalbibliotek

### Ældre eksemplarer
- Ms. 26.236 (1600-tallet), Ufuldstændig kopi af Ms.Chart.A.558 og Cod.icon. 394a på Herzog August Bibliotek i Wolfenbüttel.
- 2° Ms. iurid. 29 (1600-tallet)
- 2º Codex MS Philos. 61 (sent 1600-tallet)
- Cod.Guelf.125.16.Extrav. (sent 1600-tallet)
- Cod. icon. 394 (1820)
- Cod. icon. 395 (ca. 1820), kopi af Ms.Chart.A.558 udfærdiget af bibliotekar Julius Hamberger (i embedet 1775–1808) på vegne af tidligere bilbiotekar i Gotha og senere direktør for München Hofbibliotek, Adolf Heinrich Friedrich Schlichtegroll. På Bayerns Statsbibliotek)

## Moderne rekonstruktioner
National Geographic Channel har optaget et produceret program om middelalderlige teknologier, hvor bl.a. dykkerdragten, som er rekonstrueret på Middelaldercentret ved Nykøbing Falster i Danmark, blev testet. I 2010 producerede samme kanal programmet Medieval Fight Book om hans fægtemanual fra 1459. Flere af fægteteknikkerne blev afprøvet, og forskellige historikere og våbeneksperter som Mike Loades beskriver kampteknikkerne. Programmet har bl.a. været vist i USA i 2011 og på den danske kanal DR K i 2013.